# To the Edge of Reality
To the Edge of Reality — мініальбом швейцарського метал-гурту Dreamshade, виданий у жовтні 2008 року. Мікшуванням та майстерингом релізу займалися Александер Будд та Джеордже Маріно, над оформленням працював Давіде Надалін.

## Список пісень
| #  | Назва                | Тривалість |
| -- | -------------------- | ---------- |
| 1. | «Our Buried Secrets» | 6:01       |
| 2. | «Falling»            | 6:02       |
| 3. | «The Chosen One»     | 4:27       |
| 4. | «Damned Visions»     | 5:17       |
| 5. | «Venom of Life»      | 5:28       |

## Список учасників
- Енріко Кастеллі — вокал
- Фернандо Ді Чікко — гітара, вокал
- Рокко Ґ'єльміні — гітара
- Іван Мочча — бас-гітара
- Серафіно Кйомміно — ударні
- Равірак Пеллегріні — клавішні